# Pentax K-1
Die Pentax K-1 ist das erste digitale Spiegelreflexkameragehäuse mit einem Bildsensor im Kleinbildformat (24 mm × 36 mm), das vom japanischen Hersteller Ricoh unter der Marke Pentax vertrieben wird.

## Geschichte
Am 18. Februar 2016 veröffentlichte Ricoh die Daten. Das Kameragehäuse wurde am 25. Februar 2016 als neues Spitzenmodell der Produktpalette in Tokio auf der Messe CP+ 2016 vorgestellt. Im März 2017 erhielt es den iF Design Award. Im Oktober 2017 hat das Modell den German Design Award 2018 gewonnen.
Zentrale Komponente ist ein von Sony entwickelter CMOS-Sensor, bei dem die A/D-Wandler für die Signalwandlung direkt auf dem Chip untergebracht sind. Der Sensor ist ohne Anti-Aliasing Filter und bietet so eine höhere Bildschärfe; falls Moire Muster auftreten sollten, können diese über Microbewegungen des Sensors unterdrückt werden. Er bietet eine effektive Auflösung von 36,4 Megapixeln auf 862 mm² und eine maximale Bildgröße von 7360 × 4912 Pixel. Die Kamera hat derzeit das kompakteste Gehäuse für eine Spiegelreflexkamera im Kleinbildformat. 2016 gewann die Kamera den „TIPA Photo & Imaging Award“ in der Kategorie Best Full-Frame DSLR Expert. Seit dem 27. April 2016 ist sie in Europa im Handel erhältlich.

## K-1 II
Am 22. Februar 2018 kündigte Ricoh die Pentax K-1 Mark II an. Sie ist eine Verbesserung der bestehenden K-1 und löst diese als Spitzenmodell ab. In der baugleichen Kamera wird dann der schon in der K-70 und KP eingesetzte Zusatzprozessor (Accelerator Unit) in das Top-Modell eingeführt, der das Rauschen sowohl im RAW als auch JPG Format verbessert, dabei aber die Detailzeichnung bewahrt. Der ISO-Bereich für Photos wird auf 819200 und für Videos auf 25600 erweitert. Der Pixelshift Mode wird um eine dynamische Version erweitert, sodass man jetzt auch Freihand PSR-Bilder aufnehmen kann, dabei wird das natürliche Wackeln des Fotografen für das PSR genutzt und die Shake Reduktion bleibt dabei aktiv. Die Autofokus-Algorithmen werden erweitert, es wird auf die Entwicklungen und Erfahrungen der KP zurückgegriffen. Die Markteinführung wurde für April 2018 angekündigt. Pentax bietet an, eine K-1 mit der geänderten Hardware und neuen Funktionen der Mark II kostenpflichtig nachrüsten zu lassen. Seit dem 27. März 2018 ist sie in Deutschland im Handel.

## Wichtige Merkmale
Das Sensorformat entspricht mit 35,9 mm × 24 mm dem Kleinbildformat. Für das Bildstabilisierungs-System Shake Reduction (SR) gibt der Anbieter eine Wirksamkeit von bis zu fünf LW gemäß CIPA-Standard an. Der 3D-Bildstabilisator ist im Gehäuse eingebaut und kann durch Bewegung des Sensors Verwacklungen in allen drei Achsen und Rotationen korrigieren. Er funktioniert mit allen Objektiven, bei älteren oder adaptierten Objektiven muss gegebenenfalls die verwendete Brennweite manuell im Menü ausgewählt werden. Dieses System des Bildstabilisators bietet noch zwei weitere Funktionen.
Die eine unterdrückt den Moiré-Effekt, da man zur Steigerung der Auflösung auf einen Antialiasing-Filter verzichtet hat. Dazu kann das SR-System während der Belichtung in zwei Stufen bewegt werden, um das Aliasing durch eine Bewegungsunschärfe im Subpixelbereich zu unterdrücken. Zusätzlich sind Photoreihen möglich, damit man nachträglich die beste Aufnahme auswählen kann. Die Bewegungsfrequenz dafür liegt bei 500 Hz und arbeitet sicher bis zu Verschlusszeiten von 1/1000 Sekunde, bringt aber auch bis 1/8000s Verbesserungen des Bildes.
Die zweite Funktion ist eine (Tilt)-Shift-Funktion, mit der es möglich ist, den Sensor in 24 Stufen um ±1,5 Millimeter horizontal und vertikal zu bewegen und den Sensor in acht Stufen um ±1 Grad um die optische Achse zu verdrehen. Damit erreicht man eine Bildausschnittsanpassung. Des Weiteren wird über diesen Mechanismus die Astro-Tracer-Funktion realisiert, so dass bei sehr langen Belichtungszeiten die Sterne nicht als Strichspuren, sondern als Punkte dargestellt werden.
In der Kamera ist wie in der Pentax K-3 II die „Pixel Shift Resolution“-Funktion eingebaut. Dabei werden vier in schneller Folge aufgenommene Einzelbilder automatisch kombiniert, wobei der Bildsensor jeweils um ein Pixel (etwa 4 µm) bewegt wird. Das führt dazu, dass alle vier Subpixel des Bayer-Patterns des Bildsensors (zweimal Grün, einmal Rot und einmal Blau) an derselben Stelle aufgezeichnet werden. Damit wird für jedes Pixel das gesamte Farbspektrum aufgezeichnet. Das Ergebnis ist eine genauere Farbwiedergabe für jedes Pixel und eine höhere Auflösung. Diese Aufnahmen sind jetzt auch aus der Hand möglich. Die Pixel-Shift-Bilder können sowohl als JPEG als auch im Rohdatenformat gespeichert werden. In der entsprechenden Rohdatendatei sind die vier Einzelaufnahmen vorhanden. Zur Zeit können diese Rohdatendateien nur von Pentax' proprietärem Rohdaten-Konverter DCU, von einer DCRaw-Modifikation und von RawTherapee ab Version 5.1 entwickelt werden. Die anderen, großen Anbieter von Rohdaten-Entwickler-Software können das Pixel-Shift-Raw-Format noch nicht verarbeiten.
Die Kamera verfügt wie die K3-II über GPS und arbeitet mit GPS QZSS und SBAS Satelliten, dabei werden Länge, Breite, Höhe (WGS84), Uhrzeit und Ausrichtung zum Objekt in den Bildern eingetragen, zusätzlich sind Wegstreckenaufzeichnung im KML-Format und Zeitsynchronisation möglich.
Die Stromversorgung leistet ein wiederaufladbarer Lithium-Ionen-Akku vom Typ D-LI90, der schon in zahlreichen anderen Modellen des Herstellers verwendet wurde. Bei angesetztem Batteriegriff D-BG6 kann die Versorgung aus dem Batteriegriff entweder mit einem weiteren Lithium-Ionen-Akku oder mit sechs NiMH-Akkus der Bauform AA erfolgen.
Das Gehäuse ist mit 87 Dichtungen gegen Spritzwasser, Feuchtigkeit, Sand und Staub abgedichtet.
Das Gewicht beträgt ohne Akku und Speicherkarten 925 g, betriebsbereit 1010 g. Die Maße der Kamera sind 136,5 mm × 110 mm × 86,5 mm (B × H × T). Ein als Zubehör erhältlicher Batteriegriff ist ebenfalls gegen Staub und Spritzwasser geschützt. Die Kamera ist nach Angaben des Anbieters für den Dauerbetrieb im Temperaturbereich von −10 °C bis +40 °C vorgesehen.
Im Videomodus sind die Auflösungen Full HD (1920×1080, 60i/50i/30p/25p/24p), 4K (nur K-1 II) und HD (1280×720, 60p/50p/30p/25p/24p) vorhanden; die Datenformate sind dabei H.264/MPEG-4 AVC (MOV) für Videos oder Motion JPEG (AVI) bei Interval Film-Aufnahmen in 4K. Die Belichtung und der Ton sind manuell steuerbar. Anschlüsse für Stereomikrofon und Kopfhörer mit standardisierten 3,5 mm Klinkensteckern sind vorhanden.
Urheberrechtsinformationen und der Name des Fotografen können von der Kamera direkt in die Exif-Daten der Bilder eingebettet werden.
Die Kamera hat einen HDR-Modus integriert, mit dem sich auch Freihand-HDR-Aufnahmen aufnehmen lassen. Die Kamera nimmt drei Bilder mit bis zu −3, 0, +3 LW (einstellbar auch auf ±1 LW oder ±2 LW) auf und richtet die Bilder automatisch aneinander aus. Die Stärke des Effekts ist automatisch sowie in vier Stufen wählbar. Das Ergebnis kann auch im Rohdatenformat gespeichert werden.
Eingebaut ist eine zweiachsige elektronische Wasserwaage, die bei der Ausrichtung der Kamera hilft. Sie kann auch zur automatischen Ausrichtung der Bilder bei der Aufnahme durch den beweglich gelagerten Bildsensor genutzt werden.
Als erster Anbieter hat Ricoh die Kamera mit einer zuschaltbaren Beleuchtung des Kartenfachs, das mit zwei Plätzen für Speicherkarten ausgestattet ist, sowie des Bedienfelds auf der Rückseite, der Kabelauslöserbuchse und der Objektivaufnahme ausgestattet; dies erleichtert die Arbeit bei schlechten Lichtverhältnissen oder in der Nacht.
Bei allen Objektiven der Pentax-Baureihen DA (außer Fisheye 10–17 mm), DA*, DAL, D-FA, den jeweils baugleichen Samsung D-Xenon und D-Xenogon sowie drei FA-Limited-Objektiven (31 mm 1,8, 43 mm 1,9 und 77 mm 1,8) kann die Verzeichnung und laterale chromatische Aberration (Farbquerfehler) schon bei der Aufnahme von der Kamera korrigiert werden. Wenn diese Funktion aktiviert ist, verlängert sich allerdings die bis zum Abspeichern benötigte Rechenzeit deutlich.
Bei Pentax-Objektiven wird erkannt, ob sie für Kleinbild oder für APS-C gedacht sind, und es kann automatisch in den entsprechenden Aufnahmemodus geschaltet werden; diese Automatik ist abschaltbar. Zusätzlich kann man mit ihr ab der Firmwareversion 1.30 auch in einen eins-zu-eins Modus schalten mit denen man quadratische Bilder mit 4912 × 4912 Pixeln (24 Mpix) erstellen kann.
Hinzugekommen ist eine zweiteilige Verriegelung zum einen für Einstellrad, Lichtwertkorrektur, ISO, Grüne Taste, AE-Lock und zum anderen für 4-Wege-Regler, AF-Punkt Wechseltaste, OK-Taste, Menu-Taste. Das verhindert, dass beim Tragen versehentlich die Einstellungen verändert werden.

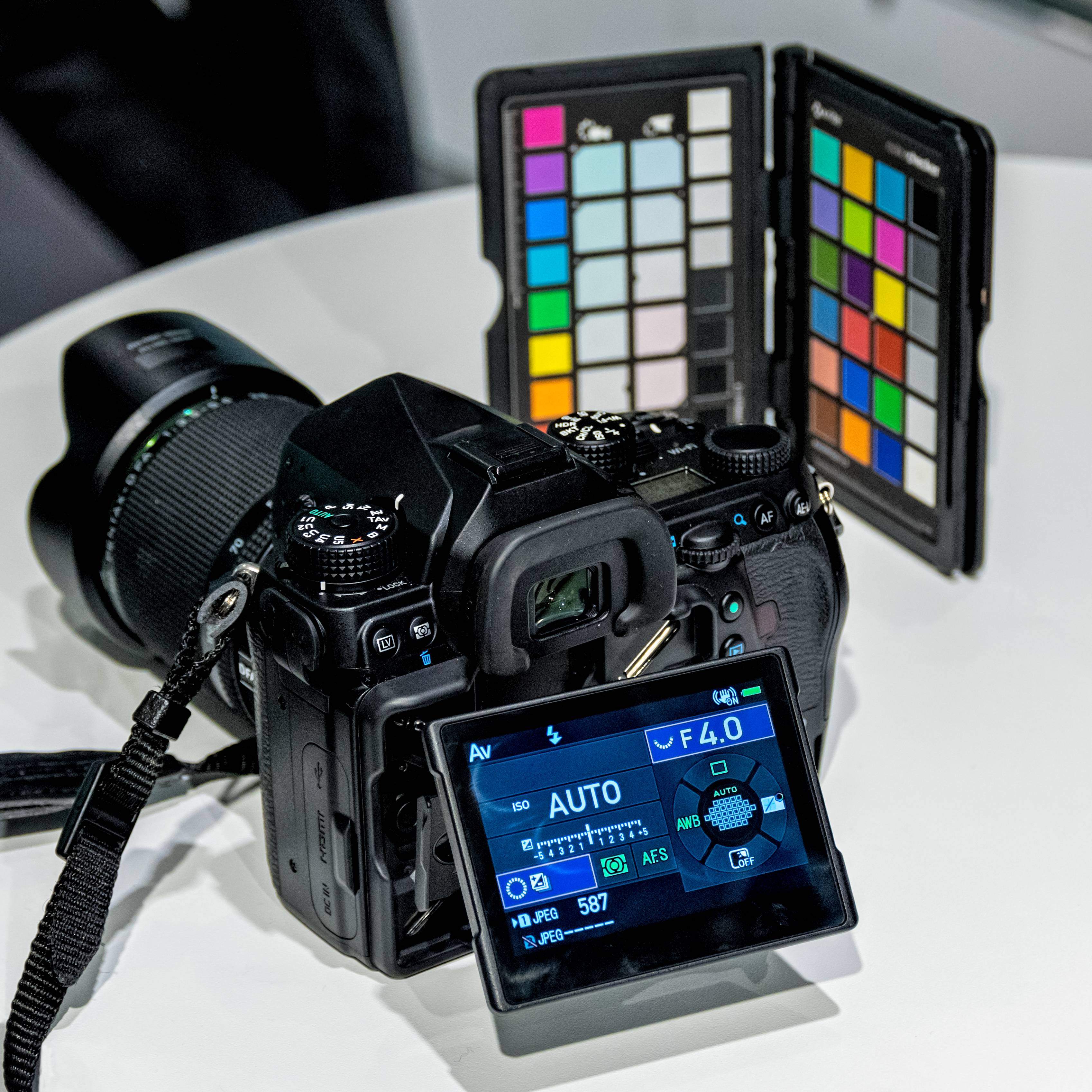
Rückseite mit Schwenkdisplay
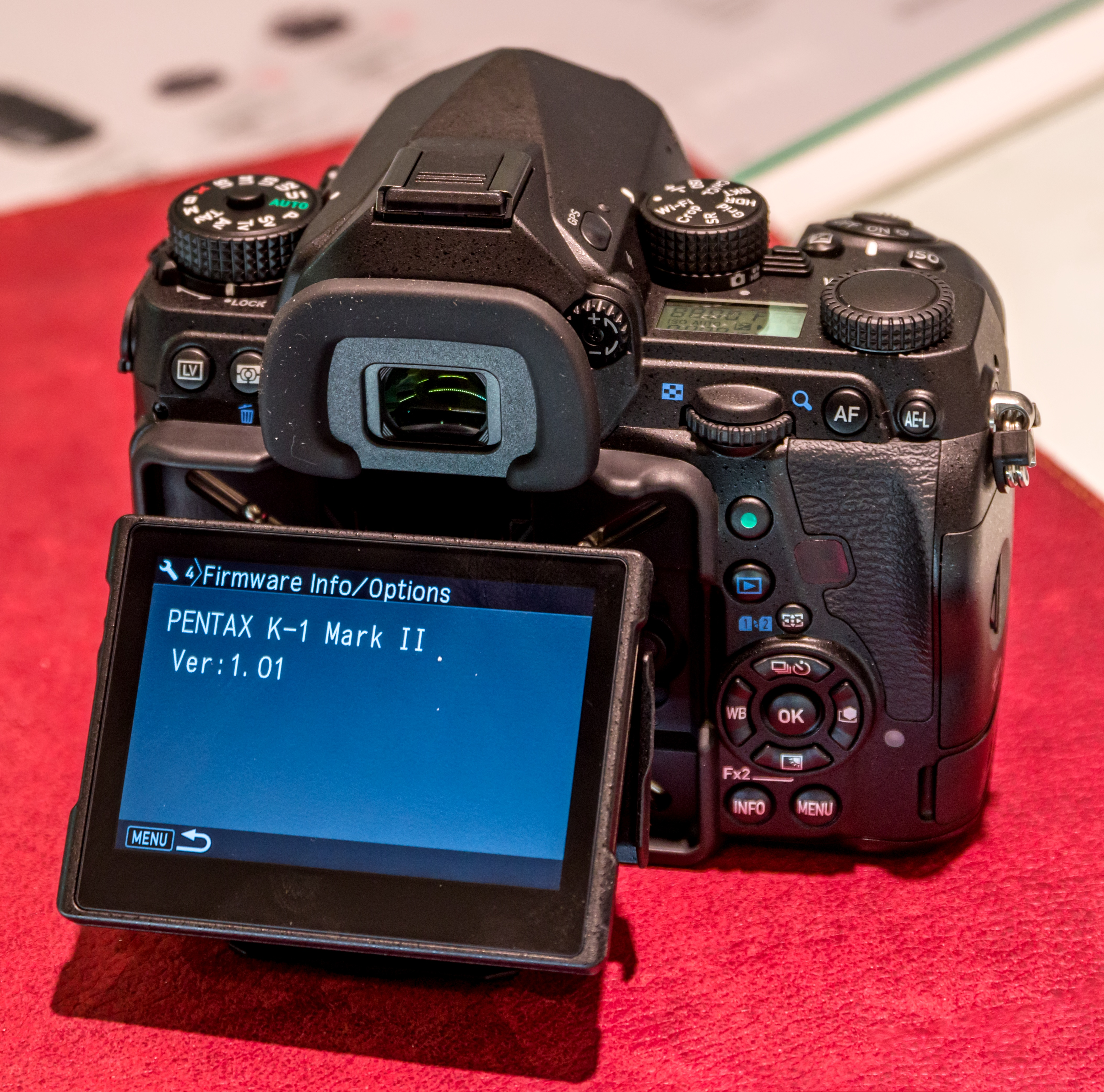
Rückseite der PK-1II
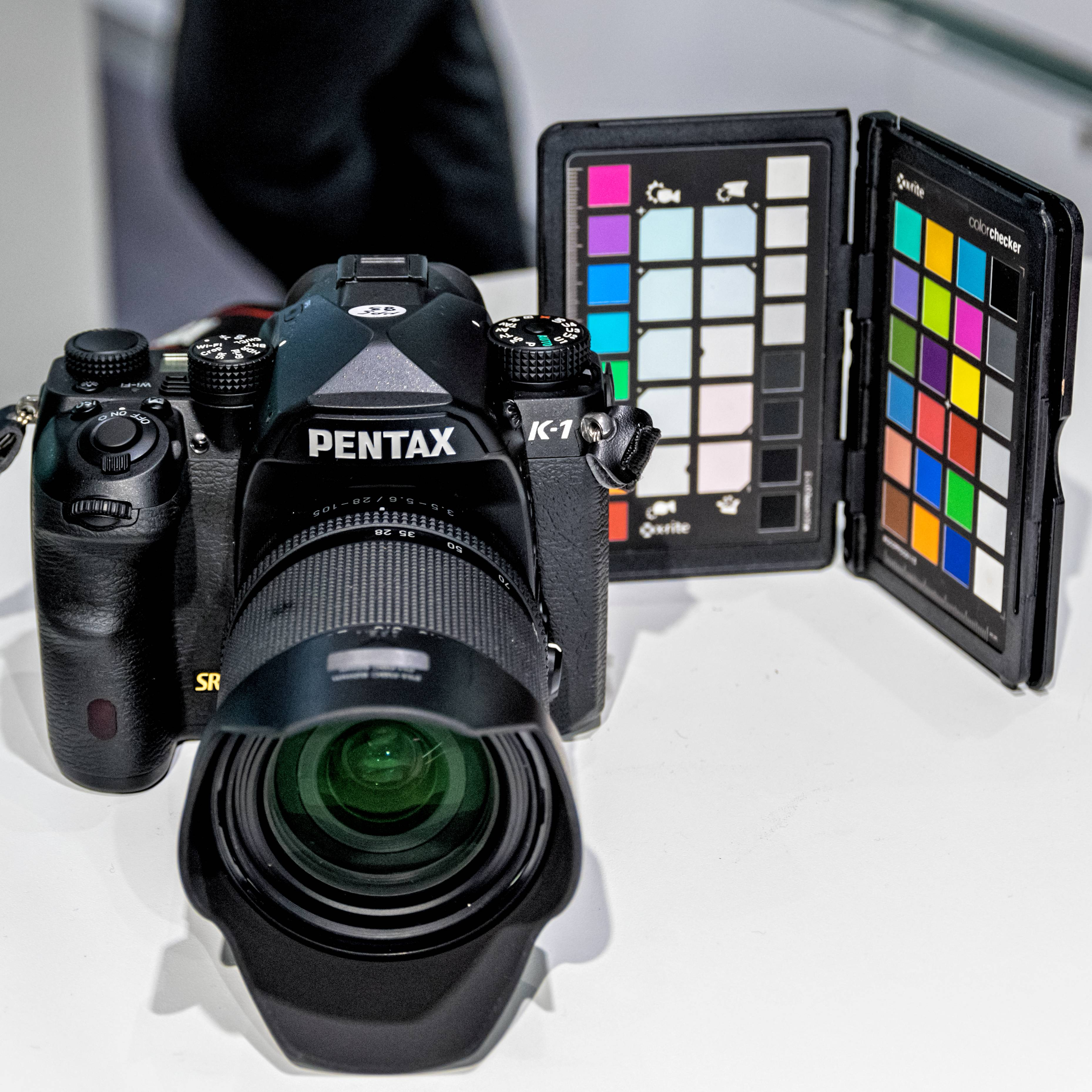
Vorderseite mit 28-105mm Zoom
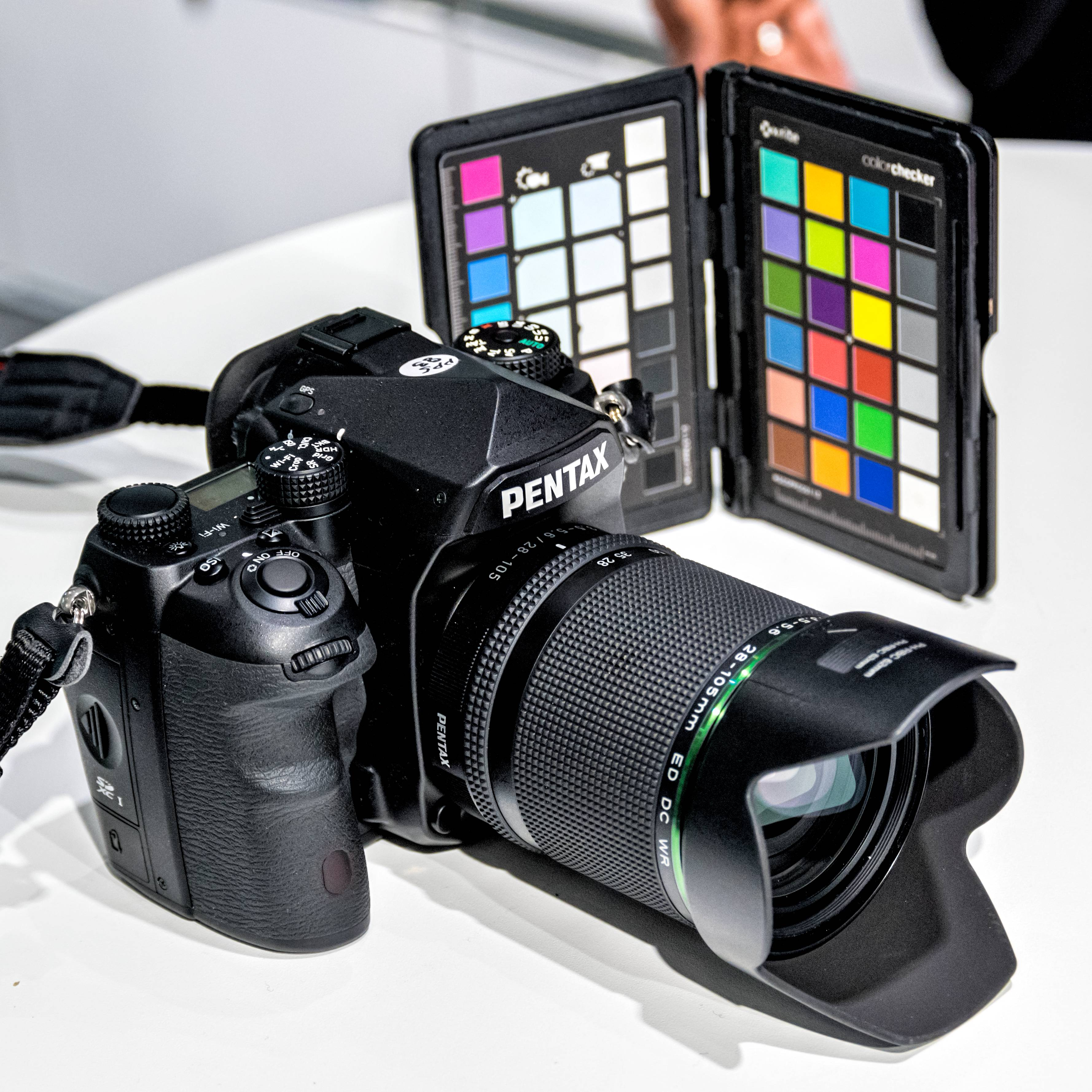
Von vorne rechts
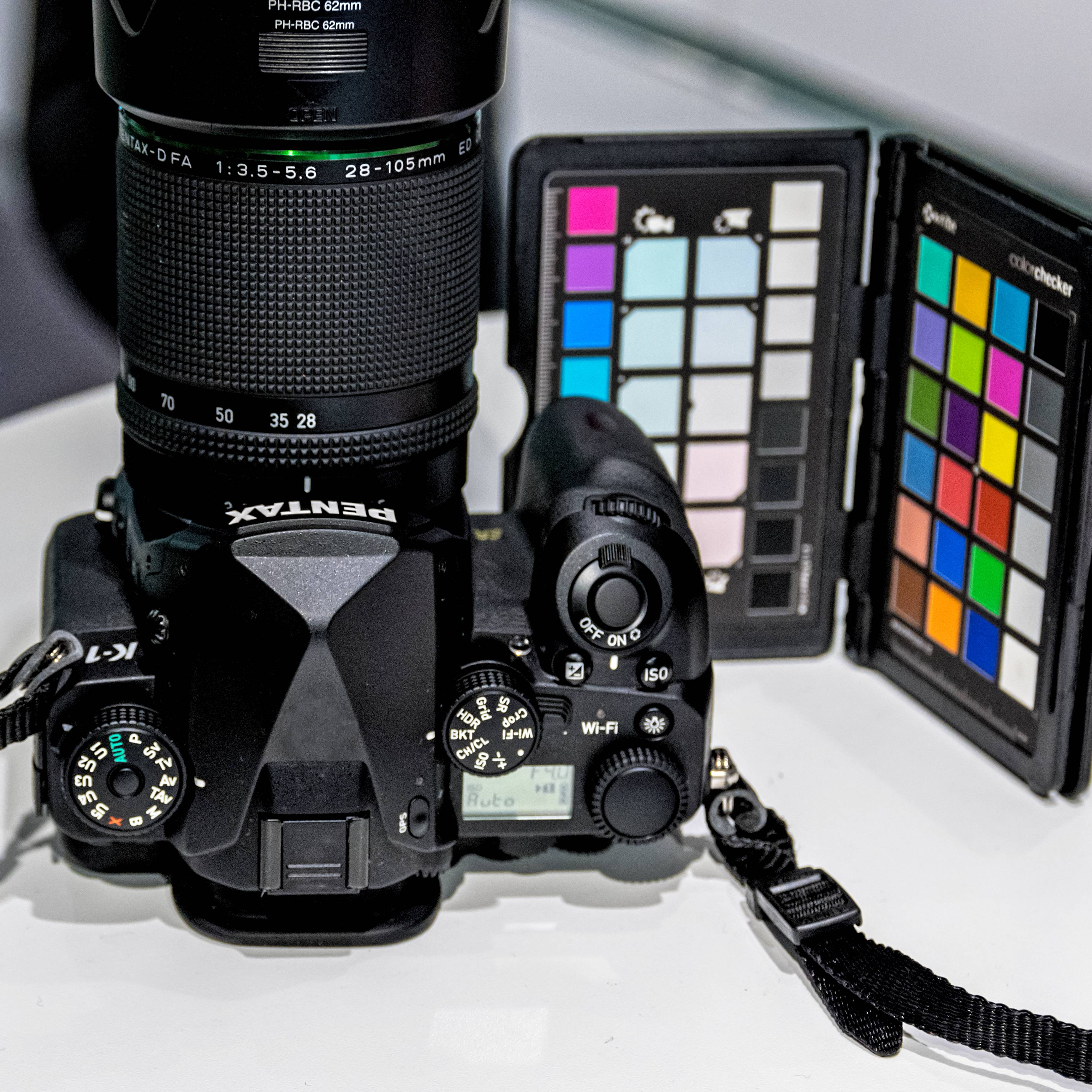
Draufsicht
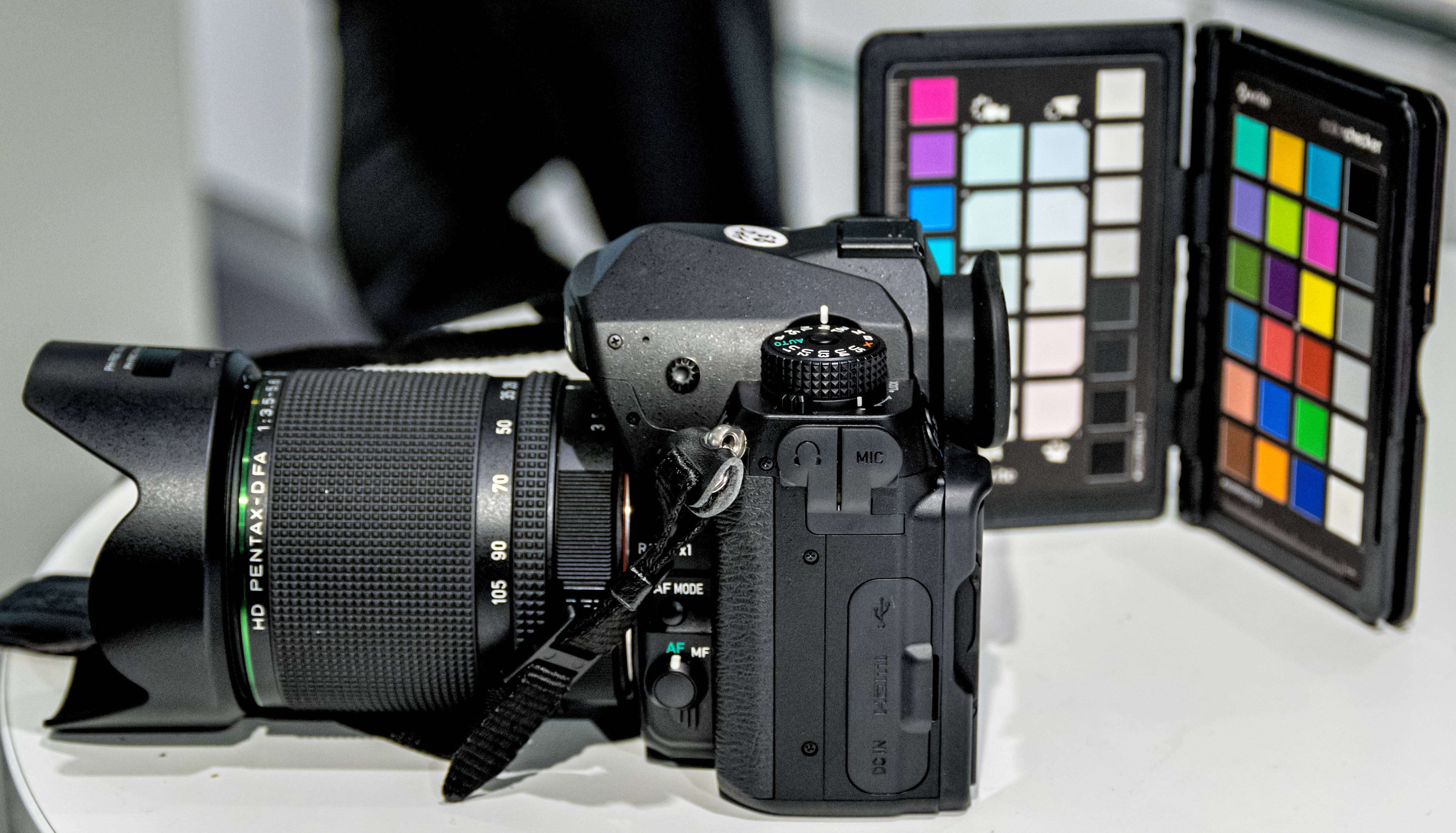
Von links
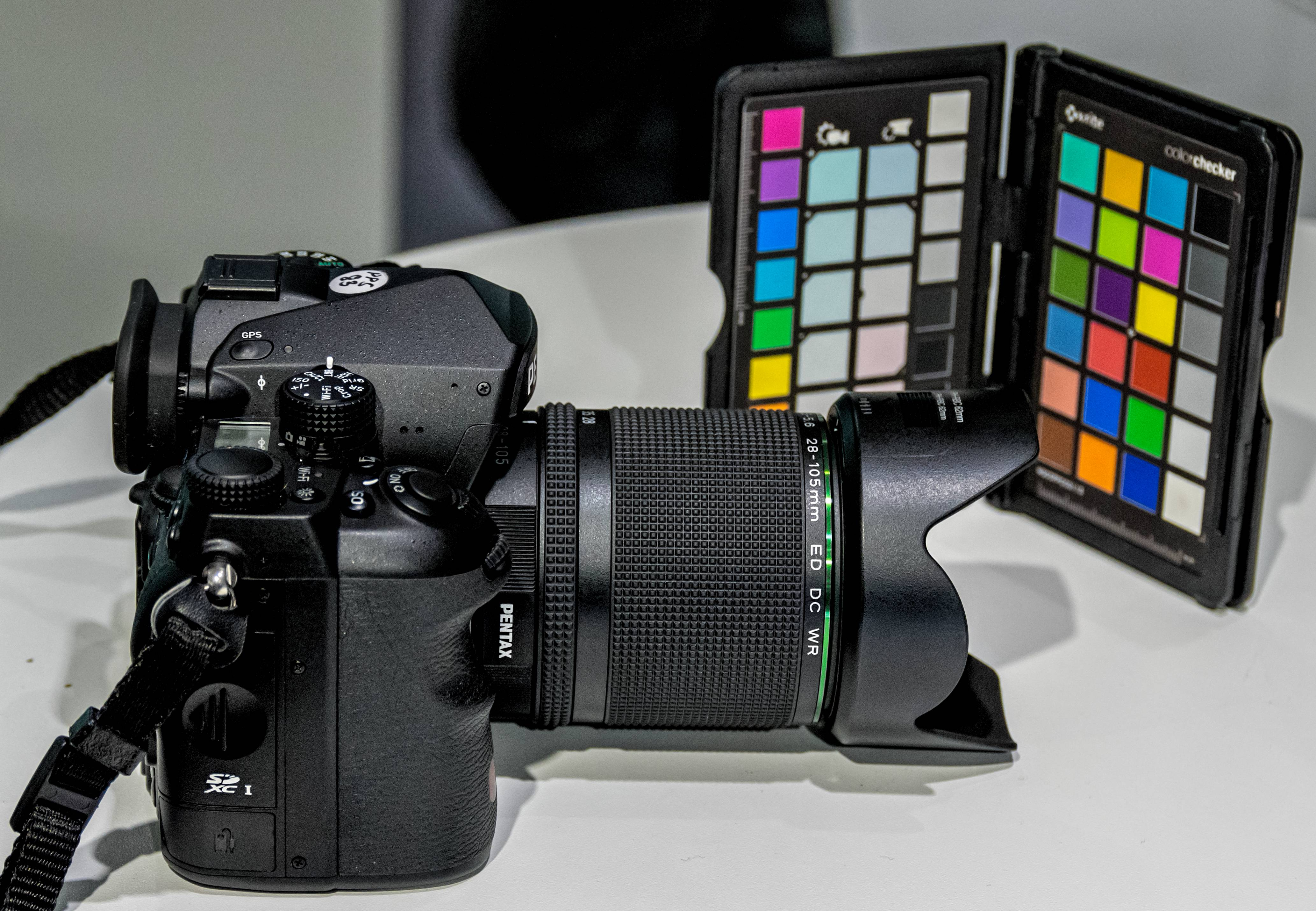
Von rechts

## Bajonett und Objektive
Das KAF2-Bajonett ist rückwärtskompatibel mit allen K-Bajonett-Objektiven, die seit 1975 gebaut wurden. Kontakte zur Ansteuerung von Objektiven mit Fokussierung per Ultraschallmotor sind vorhanden. Daneben verfügt die K-1 über einen gehäuseinternen Autofokusmotor, welcher Pentax-AF-Objektive ohne eigenen Motor antreibt. Auch die speziell für APS-C entwickelten Objektive können an der Kamera über einen (abschaltbaren) Crop-Modus genutzt werden; die Bilder haben dann eine Größe von 15 Megapixel. Die Abblendmöglichkeit dient der Schärfentiefen-Vorschau. Für die digitale Bildvorschau wird eine Probeaufnahme auf dem Monitor angezeigt, die abgespeichert werden kann.
Darüber hinaus unterstützt die K-1 ab der Firmwareversion 1.30 auch die neue Version KAF4 des K-Bajonetts, bei dem die Öffnungsweite der Objektivblende erstmals mit geeigneten Objektiven stufenlos elektronisch gesteuert werden kann.
Derzeit wird mit 15 kleinbildtauglichen Objektiven, darunter 5 Zooms, der Brennweitenbereich von 15 bis 560 mm abgedeckt. Einzelne DA-Objektive sind mit mehr oder weniger starken Einschränkungen auch ohne die Beschränkung auf das Cropformat nutzbar. Insbesondere zeichnen sie das quadratische 1:1-Format oft mit ausreichender Qualität aus.

## Technische Beschreibung
Der Belichtungsindex lässt sich von ISO 100 bis ISO 204.800 automatisch und manuell einstellen, die Zwischenwerte sind in Halb- oder Drittelstufen einstellbar. Die Verschlusszeiten sind von 1/8000 bis 30 Sekunden einstellbar, dazu gibt es Langzeitbelichtung (B) und Blitzsynchronzeit (X) 1/200 Sekunde. Die Bilder können in den drei Formaten JPG (drei Qualitätsstufen), PEF (ein Pentax-eigenes Rohdatenformat) und dem standardisierten DNG-Format abgespeichert werden. Bilder werden in den Rohdatenformaten mit 14-Bit-Auflösung gespeichert. Für jeden ISO-Wert kann die Stärke der Rauschreduktion einzeln eingestellt werden.
Die Belichtungsmessung erfolgt mit einem RGB-Sensor mit 86.000 Pixeln, die als Matrix, mittenbetont oder spotorientiert ausgewertet werden können. Korrekturen sind im Bereich von ±5 LW in ⅓-Schritten möglich.

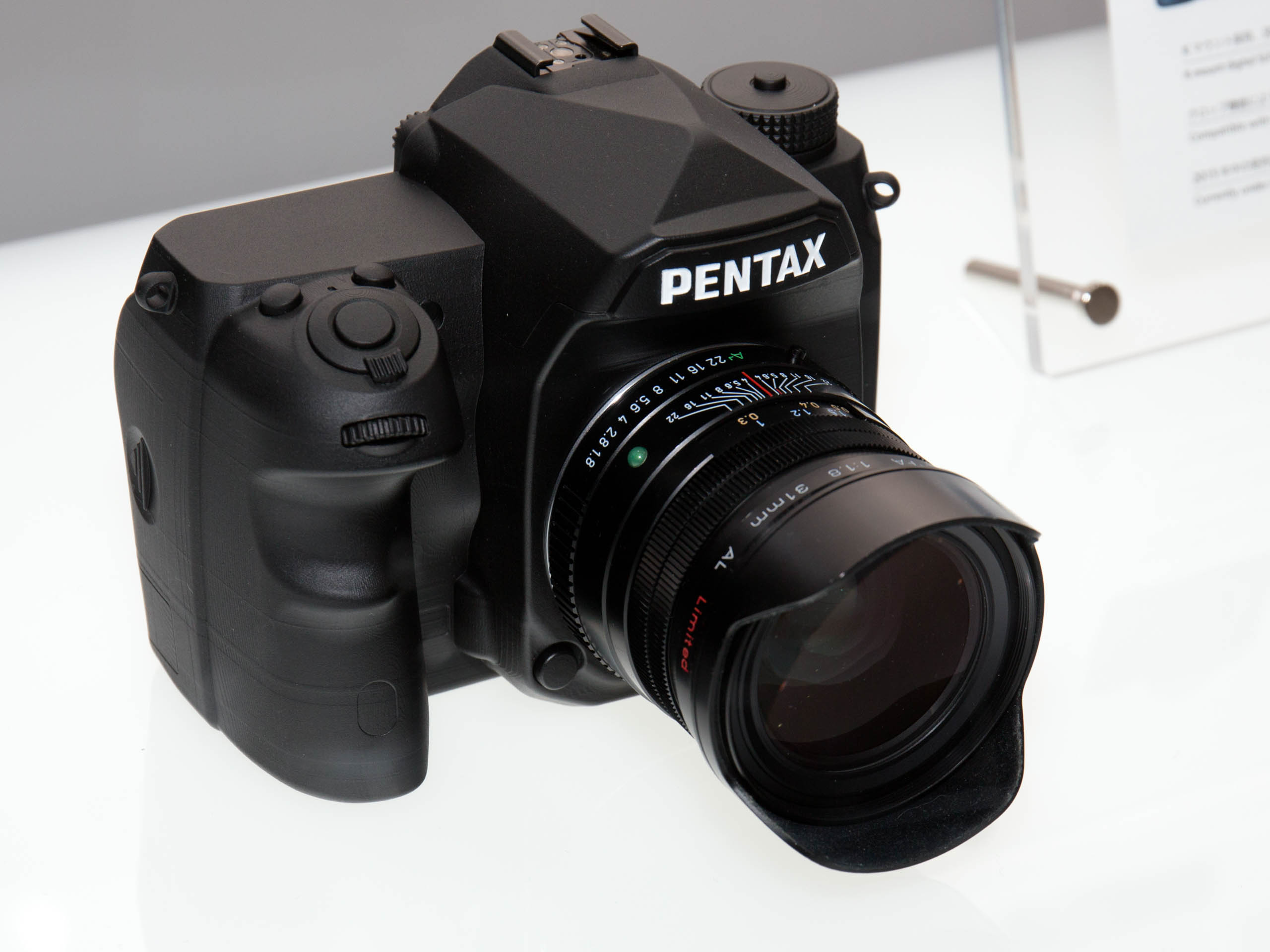
Entwurfsstudie zur Pentax K-1 von 2015 mit noch fehlenden Bedienelementen auf der Oberseite

Der Glas-Pentaprismen-Sucher verfügt über eine 0,70-fache Vergrößerung, 100 % Sichtfeld, durch neue Beschichtungen ist er im Vergleich zu Vorgängermodellen auch heller geworden. Zwischen Mattscheibe und Glaspentaprisma ist eine transparente LCD-Mattscheibe angebracht, so dass in den optischen Sucher Informationen eingeblendet werden können, dazu gehören Hilfslinien für den Bildaufbau, Fokuspunkte und eine 2D-Wasserwaage. Eine wechselbare Mattscheibe ist nicht vorgesehen.
Das beweglich angebrachte LC-Display hat eine Größe von 3,2 Zoll, eine Auflösung von 345.600 Pixeln (720 × 480 Pixel) und einen Betrachtungswinkel von bis zu 170°. Dieser Monitor ist konfigurierbar in Helligkeit, Sättigung und Farbe. Zusätzlich ist er in fünf Helligkeitsstufen speziell für Außenaufnahmen schnell umschaltbar, außerdem steht ein Nachtmodus mit monochrom roter Illumination zur Verfügung. Pentax verbindet dieses Display mit vier angelenkten Stahlstreben stabil mit dem Körper, der Vorteil dabei ist, dass das Display in der Optischen Achse bleibt. Der Monitor kann dabei 90 Grad nach oben, 44 Grad nach unten, sowie 35 Grad nach links und rechts verkippt werden. Über den Monitor kann im Live-View-Modus betrachtet und neben dem normalen Phasen-AF auch mit Kontrastautofokus – dabei wahlweise mit oder ohne Gesichtserkennung – scharfgestellt werden; in beiden Modi ist eine Beurteilung der Schärfentiefe möglich. Der Monitor ist in 49 Stufen kalibrierbar. Für die manuelle Scharfstellung kann das Bild auf dem LC-Display bis 16-fach vergrößert und eine Kontrastkantenerkennung zugeschaltet werden.
Der A/D-Wandler arbeitet mit 14-Bit-Farbtiefe. Es existieren eine Feinkorrektur der Weißabgleichs-Voreinstellungen sowie mehrere Speicherplätze für manuellen Weißabgleich. Hinzugekommen ist ein automatischer Mehrfelderabgleich, der auch Blitzbelichtungen berücksichtigen kann. Damit können Mischlichtsituationen besser korrigiert werden. Fünf User-Programme dienen zum Abspeichern und raschen Aufrufen einer benutzereigenen Kamera-Konfiguration.
Belichtungsreihen mit zwei, drei oder fünf Bildern sind möglich, dabei können unterschiedliche Parameter variiert werden: Belichtungszeit, Weißabgleich, Sättigung, Kontrast, Moiré-Unterdrückung und Schärfe. Daneben kann man auch Mehrfachbelichtungen vornehmen. Die aufgenommenen Bilder können über neun Filter bearbeitet werden.
Die Serienbildgeschwindigkeit beträgt maximal 4,4 Bilder/Sekunde (Hi) im KB-Modus, 6,5 im APSC-Modus Im Hi-Mode können bis zu 70 Bilder als JPEG und 17 Bilder im Rohdatenformat kontinuierlich mit maximaler Geschwindigkeit aufgenommen werden; danach nimmt die Kamera mit reduzierter Geschwindigkeit (abhängig von der maximalen kontinuierlichen Schreibgeschwindigkeit der Speicherkarte) auf.
Das 33-Punkt-Phasendetektions-Autofokus-System (SAFOX XII) ist mit 25 Kreuzsensoren ausgestattet, die acht verbleibenden sind lineare Sensoren. Die mittleren drei, die vertikal übereinander angeordnet sind, sind für lichtstarke Optiken mit einer Öffnung ab 1:2,8 ausgelegt und ermöglichen damit eine bessere Scharfstellung. Es können unterschiedliche Modi ausgewählt werden: Dazu gehören Auto-25, Auto-9, Auto-5, freie Wahl eines Sensors und zentraler Punkt. Im Modus Auto-9 oder Auto-5 kann die Position dieses Feldes innerhalb der 5×5 Matrix frei gewählt werden. Zusätzlich stehen noch folgende Fokussiermöglichkeiten zur Verfügung: Kontrast-AF, Objektverfolgung, Gesichtserkennung und manuelle Fokussierung sowohl über den optischen Sucher als auch über das LC-Display.
Durch die AF-Feineinstellung lassen sich Front- oder Backfokus-Probleme einzelner Objektive korrigieren.
Es sind drei Fokus-Modi möglich: AF-S (einmaliger Autofokus), AF-C (kontinuierlicher Autofokus) und manuell. Für den Autofokus können unterschiedliche Kombinationen der Sensoren ausgewählt werden. Bei sehr geringem Licht kann die Kamera zum Fokussieren ein grünes LED-Hilfslicht zuschalten.
Im Live-View ist neben dem Kontrastautofokus eine Fokuspeakingfunktion implementiert; diese zeigt auf dem Display die Stellen des maximalen Kantenkontrasts an und hilft damit, beim manuellen Fokussieren die Schärfe an die richtige Stelle im Bild zu legen.
Geblitzt werden kann über einen Aufsteckblitz oder über einen X-Synchronkontakt für Blitzanlagen. 
Sowohl für Photo- als auch für Videoaufnahmen ist eine Intervallsteuerung vorhanden. Im Photobereich können die Intervalle zwischen einer Sekunde und 24 Stunden für bis zu 2000 Aufnahmen gewählt werden. Im Videobereich können die Intervalle von zwei Sekunden bis einer Stunde vorgewählt werden; die maximale Aufnahmezeit beträgt dabei 55 Stunden.
Das Bedienkonzept der Kamera ist gegenüber den Vorgängermodellen um zwei Drehräder auf der rechten Schulter erweitert worden, auf dem linken, dem Funktionswahlrad, stellt man die Funktion ein auf dem rechten, dem Steuerrad, die zu dieser Funktion gehörenden Parameter. Der Anbieter bezeichnet dies als „Smart Function“. Zu den Funktionen gehören die unter anderem Belichtungskorrektur, die Empfindlichkeitseinstellung, Bracketing, und die Serienbildgeschwindigkeit, Speziell Belichtungskorrektur und ISO-Einstellung sind so sehr schnell erreichbar.